# Серж Танкян
Серж Танкян (на английски: Serj Tankian; на арменски: Սերժ Թանկյան) е ливанско-арменско-американски рок музикант, роден на 21 август 1967 г. в столицата на Ливан Бейрут и израснал в американския град Лос Анджелис.

## Биография
Танкян е съосновател и вокалист на американската метъл група „Систъм Ъф Ъ Даун“, чиито останали членове са също американци от арменски произход. Освен в музикалния бранш, Танкян е активен и в политическия живот в Щатите, взимайки участие в различни обществени организации и инициативи най-вече с цел признаване на арменския геноцид от страна на Турция от 1915 г. В свободното си време се занимава с поезия, като има една две издадени книга със стихове – „Cool Gardens“ и „Glaring through oblivion“ .
Серж Танкян постига световна слава с групата „Систъм Ъф Ъ Даун“, с която издава пет албума. Три от тях достигат до първо място в класацията на САЩ за албуми „Билборд 100“ – Toxicity (2001), Mezmerize (2005) и Hypnotize (2005). На 13 август 2006 г. групата прекратява дейността си за неопределено време, което дава възможност на Серж да се отдаде на солова кариера. Музикантът издава два солови албума – Elect the Dead (2007) и Imperfect Harmonies (2010), които го утвърждават като една от най-големите звезди на световната рок сцена. На 15 август 2010 г. Серж Танкян изнася първия си концерт в България по време на второто издание на фестивала „Spirit of Burgas“.
По повод на издаването на втория си албум Imperfect Harmonies музикантът планира турне през 2011 г., което е отложено заради поредица от концерти на някои от най-големите музикални фестивали в Европа на повторно събралата се група „Систъм Ъф А Даун“.

### Любопитни факти
- Серж Танкян взима участие като гост-вокалист в дебютния солов албум на китариста на легендарната британска рок група Блек Сабат, Тони Айоми. Албумът е издаден през 2000 г. и озаглавен „Iommi“, а Серж пее в петото по ред парче, наречено „Patterns“.